# Шибозо, Анж
Анж Жосуэ́ Шибозо́ (фр. Ange Josuè Chibozo; род. 1 июля, 2003) — бенинский футболист, нападающий клуба «Амьен» и сборной Бенина.

## Карьера
До 2016 года играл в молодёжке миланского «Интера». Провёл полгода в команде «Джана» из Серии С, но на поле так и не вышел. В 2018 году попал в молодёжку «Ювентуса».

## Карьера в сборной
Весной 2022 года был вызван в национальную сборную Бенина. 27 марта 2022 года дебютировал за сборную в матче с Замбией.